# Automeris metzli
Automeris metzli este o specie de molie din familia Saturniidae. Este răspândită din Mexic până în Venezuela, Columbia și Ecuador.

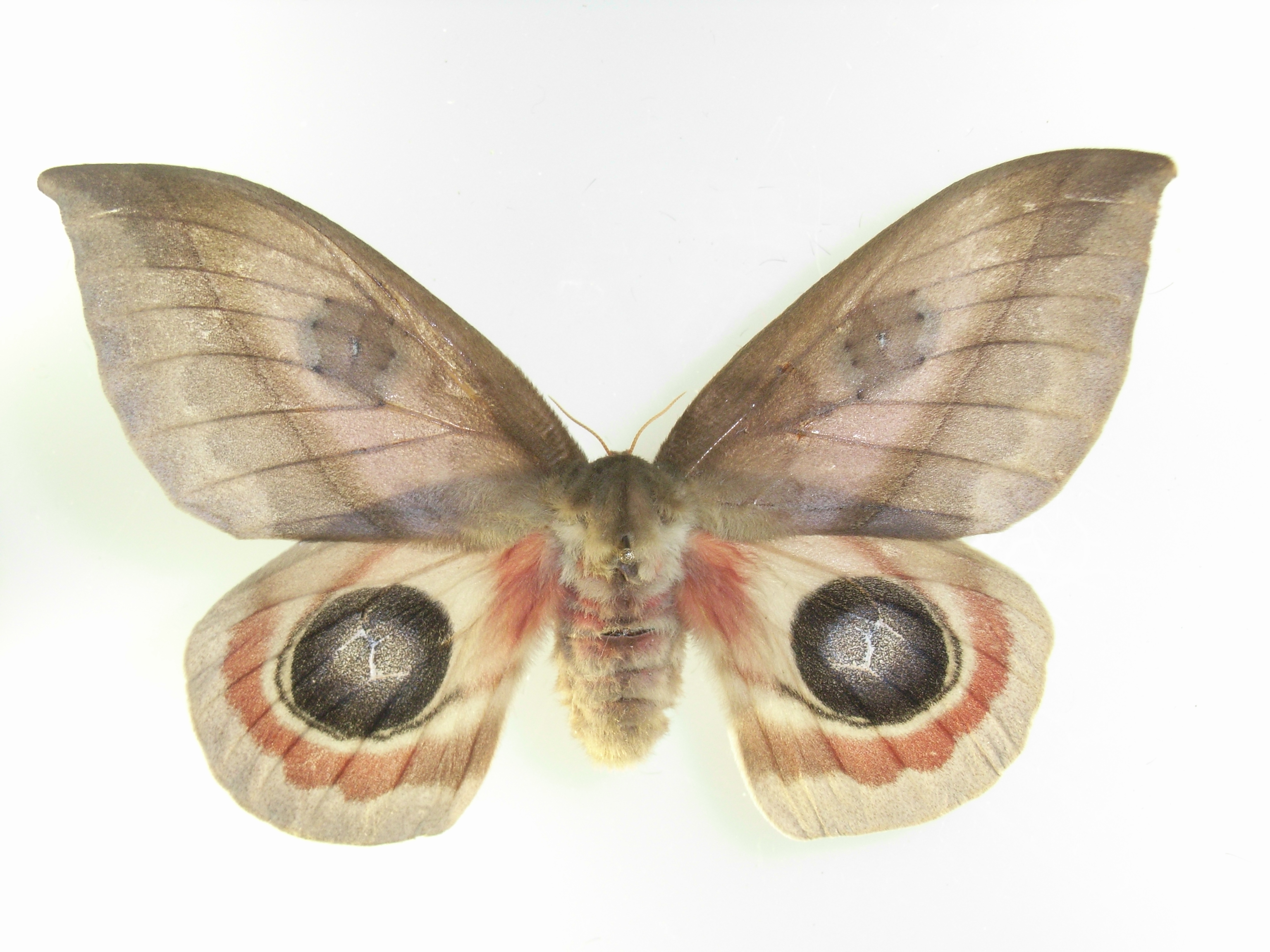

Larvele se hrănesc cu specii din genul Quercus.